# كولما (كاليفورنيا)
كولما (بالإنجليزية: Colma)‏ هي إحدى مدن مقاطعة سان ماتيو، كاليفورنيا. تم إعطاءها لقب مدينة في 5 أغسطس، 1924.

## أعلام
- إدوارد هيغينز
- الإمبراطور نورتون